# Bråte säteri
Bråte säteri är en herrgård, och ett tidigare säteri, beläget nära Bråtviken i Segerstads socken, Karlstads kommun.

## Historik
Bråte är omnämnt första gången 1447 och uppges ha tillhört Vadstena kloster, med från 1502 tillhörande Bråthammarön.
Godset innehades 1568 av Johan Månsson (Roos af Hjelmsäter), gift med Kerstin Roos, och stod upptaget som ett mantal frälse säteri.
Mangårdsbyggnaden är troligen uppförd runt sekelskiftet 1700. En arbetarbostad uppfördes 1825. Ladugård, loge och stall uppfördes omkring 1840.[källa behövs]
År 1780 går ägandet av säteriet över till major Svante Adolf von Eckstedt, med hustrun Elsa Catharina, född Uggla. Därefter ärvde dottern Justina Margareta von Eckstedt herrgården (gift med Carl Gustaf von Matérn).
Med generalmajor Carl Cederström kom säteriet 1816 i släkten Cederströms ägo. Bland ägare inom nämnda släkt märks medicine doktor Carl Cederström och kammarherre Claes Rudolf Cederström.
År 1944 uppgavs arealen till 167 hektar varav 114,5 utgjorde skogsmark.[källa behövs]
Från år 1962 ägdes herrgården av Helge Jonsson.
Bråte herrgård har under en längre tid förfallit vilket uppmärksammats 2009 och 2019 av Svenska byggnadsvårdsföreningen som flera gånger uppmanat kommunen att agera och satt upp egendomen på sin Gula lista över hotade kulturmiljöer. Värmlands Folkblad uppmärksammade tidigt risken för att flera av gårdens kulturhistoriska byggnader rasar samman.
Herrgården ägs sedan början av 2000-talet av läkaren Stig Göran Wallin från Särö.[källa behövs]